# Список Героев Советского Союза (Павкин — Пантелеев)
В настоящем списке представлены в алфавитном порядке все Герои Советского Союза, чьи фамилии начинаются с буквы «П» (всего 940 человек, из которых 12 удостоены звания дважды и один — А. И. Покрышкин — трижды). Список содержит даты Указов Президиума Верховного Совета СССР о присвоении звания, информацию о роде войск, должности и воинском звании Героев на дату представления к присвоению звания Героя Советского Союза, годах их жизни.
Ударения в фамилиях Героев приведены по книге «Герои Советского Союза: Краткий биографический словарь / Пред. ред. коллегии И. Н. Шкадов. — М.: Воениздат, 1988. — Т. 2 /Любов — Ящук/. — 863 с. — 100 000 экз. — ISBN 5-203-00536-2.».
- Персиковым цветом  в таблице выделены Герои, удостоенные звания дважды и более раз.
- Серым цветом  в таблице выделены Герои, представленные к званию посмертно.

| Навигационная таблица | Навигационная таблица                 |
| --------------------- | ------------------------------------- |
| «П»                   | Павкин Иван — Пантелеев Лев           |
| «П»                   | Пантелькин Анатолий — Перелёт Алексей |
| «П»                   | Перепелица Александр — Петрушин Иван  |
| «П»                   | Петрюк Василий — Плетенской Павел     |
| «П»                   | Плетнёв Пётр — Половинкин Александр   |
| «П»                   | Половинкин Валентин — Попов Николай   |
| «П»                   | Попов Павел — Просолов Иван           |
| «П»                   | Просяник Емельян — Пятяри Иван        |

| № п/п | Фамилия Имя Отчество                                                                                          | Дата Указа            | Род войск    | Должность | Звание                                    | Годы жизни              | БС ГС НЛ                        |
| ----- | --- | --------------------- | ------------ | --- | ----------------------------------------- | ----------------------- | ------------------------------- |
| 1     | Па́вкин Иван Михайлович                                                                                        | 23.02.1948            | авиация      | командир эскадрильи 15-го гвардейского бомбардировочного авиационного полка 14-й гвардейской бомбардировочной авиационной дивизии 4-го гвардейского бомбардировочного авиационного корпуса 18-й воздушной армии                      | гвардии майор                             | 01.03.1920 — 10.11.1981 | [ БС 1 ] [ ГС 1 ] [ НЛ 1 ]      |
| 2     | Павле́нко Иосиф Дмитриевич укр. Павленко Йосип Дмитрович                                                       | 15.01.1944            | пехота       | снайпер 32-го гвардейского стрелкового полка 12-й гвардейской стрелковой дивизии 61-й армии Центрального фронта | гвардии старший сержант                   | 08.03.1922 — 14.07.1972 | [ БС 2 ] [ ГС 2 ] [ НЛ 2 ]      |
| 3     | Павле́нко Николай Никитович укр. Павленко Микола Микитович                                                     | 23.02.1945            | авиация      | командир эскадрильи 91-го гвардейского штурмового авиационного полка 4-й гвардейской штурмовой авиационной дивизии 5-го штурмового авиационного корпуса 5-й воздушной армии 2-го Украинского фронта                                  | гвардии старший лейтенант                 | 09.06.1920 — 22.11.1997 | [ БС 3 ] [ ГС 3 ] [ НЛ 3 ]      |
| 4     | Па́вликов Дмитрий Кузьмич                                                                                      | 24.12.1943            | артиллерия   | начальник артиллерии 575-го стрелкового полка 161-й стрелковой дивизии 40-й армии Воронежского фронта | капитан                                   | 19.12.1915 — 08.03.1976 | [ БС 3 ] [ ГС 4 ] [ НЛ 4 ]      |
| 5     | Павличе́нко Александр Петрович (Павлюченко Александр Петрович) укр. Павличенко (Павлюченко) Олександр Петрович | 13.11.1943            | пехота       | пулемётчик 836-го стрелкового полка 240-й стрелковой дивизии 38-й армии Воронежского фронта | красноармеец                              | 1912 — 27.12.1943       | [ БС 3 ] [ ГС 5 ] [ НЛ 5 ]      |
| 6     | Павличе́нко Людмила Михайловна                                                                                 | 25.10.1943            | пехота       | снайпер 54-го стрелкового полка 25-й стрелковой дивизии Приморской армии Северо-Кавказского фронта | лейтенант                                 | 12.07.1916 — 27.10.1974 | [ БС 3 ] [ ГС 6 ] [ НЛ 6 ]      |
| 7     | Па́влов Александр Георгиевич                                                                                   | 28.09.1943            | авиация      | командир эскадрильи 41-го гвардейского истребительного авиационного полка 8-й гвардейской истребительной авиационной дивизии 5-го истребительного авиационного корпуса 2-й воздушной армии Воронежского фронта                       | гвардии капитан                           | 26.10.1918 — 16.01.1947 | [ БС 3 ] [ ГС 7 ] [ НЛ 7 ]      |
| 8     | Па́влов Александр Иванович                                                                                     | 21.03.1940            | комиссар     | заместитель политрука 158-го отдельного мотострелкового батальона 13-й лёгкой танковой бригады 7-й армии Северо-Западного фронта | —                                         | 20.08.1906 — 22.09.1966 | [ БС 3 ] [ ГС 8 ] [ НЛ 8 ]      |
| 9     | Па́влов Алексей Дмитриевич                                                                                     | 23.09.1944            | артиллерия   | командир батареи 1442-го самоходного артиллерийского полка 31-го танкового корпуса 5-й гвардейской армии 1-го Украинского фронта | лейтенант                                 | 02.03.1913 — 27.06.1949 | [ БС 3 ] [ ГС 9 ] [ НЛ 9 ]      |
| 10    | Па́влов Алексей Николаевич                                                                                     | 10.04.1945            | авиация      | командир звена 156-го гвардейского истребительного авиационного полка 12-й гвардейской истребительной авиационной дивизии 1-го гвардейского штурмового авиационного корпуса 2-й воздушной армии 1-го Украинского фронта              | гвардии старший лейтенант                 | 25.02.1922 — 10.05.1995 | [ БС 4 ] [ ГС 10 ] [ НЛ 10 ]    |
| 11    | Па́влов Анатолий Иванович                                                                                      | 24.07.1979            | адмирал      | командир 13-й дивизии подводных лодок 3-й флотилии подводных лодок Северного флота | контр-адмирал                             | 09.02.1930 — 27.11.2000 | ——                              |
| 12    | Па́влов Антон Гаврилович                                                                                       | 16.05.1944            | пехота       | командир взвода 1372-го стрелкового полка 417-й стрелковой дивизии 51-и армии 4-го Украинского фронта | младший лейтенант                         | 21.07.1915 — 09.04.1944 | [ БС 5 ] [ ГС 12 ] [ НЛ 11 ]    |
| 13    | Па́влов Борис Тимофеевич                                                                                       | 05.11.1944            | морской флот | командир звена 2-го дивизиона торпедных катеров бригады торпедных катеров Северного флота | старший лейтенант                         | 28.07.1919 — 05.11.2002 | [ БС 5 ] [ ГС 13 ] [ НЛ 12 ]    |
| 14    | Па́влов Валентин Васильевич                                                                                    | 24.03.1945            | танкист      | командир батальона 65-й танковой бригады 11-го танкового корпуса 69-й армии 1-го Белорусского фронта | капитан                                   | 26.06.1916 — 24.04.1974 | [ БС 5 ] [ ГС 14 ] [ НЛ 13 ]    |
| 15    | Па́влов Василий Александрович                                                                                  | 22.02.1944            | пехота       | командир отделения роты противотанковых ружей 184-го гвардейского стрелкового полка 62-й гвардейской стрелковой дивизии 37-й армии Степного фронта                                                                                   | гвардии старший сержант                   | 14.01.1924 — 17.08.1969 | [ БС 5 ] [ ГС 15 ] [ НЛ 14 ]    |
| 16    | Па́влов Василий Васильевич                                                                                     | 27.02.1945            | танкист      | командир батальона 49-й гвардейской танковой бригады 12-го гвардейского танкового корпуса 2-й гвардейской танковой армии 1-го Белорусского фронта                                                                                    | гвардии капитан                           | 23.02.1916 — 01.03.1945 | [ БС 5 ] [ ГС 16 ] [ НЛ 15 ]    |
| 17    | Па́влов Василий Георгиевич                                                                                     | 03.02.1953            | авиация      | лётчик-испытатель КБ-1 | майор                                     | 18.04.1916 — 06.12.2017 | ——                              |
| 18    | Па́влов Василий Михайлович                                                                                     | 18.05.1943            | пехота       | стрелок 78-го гвардейского стрелкового полка 25-й гвардейской стрелковой дивизии 6-й армии Юго-Западного фронта | гвардии красноармеец                      | 10.07.1904 — 05.03.1943 | [ БС 6 ] [ ГС 18 ] [ НЛ 16 ]    |
| 19    | Па́влов Василий Фёдорович                                                                                      | 21.07.1944            | пехота       | заместитель командира батальона 286-го стрелкового полка 90-й стрелковой дивизии 21-й армии Ленинградского фронта | капитан                                   | 10.01.1914 — 08.12.1973 | [ БС 7 ] [ ГС 19 ] [ НЛ 17 ]    |
| 20    | Па́влов Виталий Егорович                                                                                       | 03.03.1983            | авиация      | командир 50-го отдельного смешанного авиационного полка ВВС 40-й армии ограниченного контингента советских войск в Афганистане | полковник                                 | 21.10.1944 — 02.07.2016 | ——                              |
| 21    | Па́влов Владимир Владимирович                                                                                  | 02.05.1945            | партизан     | активный участник партизанской борьбы на Украине, командир диверсионно-подрывной группы Черниговско-Волынского партизанского соединения                                                                                              | —                                         | 21.11.1921 — 08.07.1975 | [ БС 7 ] [ ГС 21 ] [ НЛ 18 ]    |
| 22    | Па́влов Владимир Григорьевич                                                                                   | 19.08.1944            | авиация      | штурман звена 6-го гвардейского авиационного полка 6-й гвардейской авиационной дивизии 1-го гвардейского авиационного корпуса Авиации дальнего действия                                                                              | гвардии старший лейтенант                 | 27.05.1921 — 22.09.1978 | [ БС 7 ] [ ГС 22 ] [ НЛ 19 ]    |
| 23    | Па́влов Владимир Фёдорович                                                                                     | 29.06.1945            | авиация      | командир корабля Си-47 транспортной эскадрильи Авиационной группы особого назначения 18-й воздушной армии | гвардии лейтенант                         | 25.08.1918 — 06.04.1998 | [ БС 8 ] [ ГС 23 ] [ НЛ 20 ]    |
| 24    | Па́влов Георгий Васильевич                                                                                     | 16.03.1945            | авиация      | командир 46-го штурмового авиационного полка 14-й смешанной авиационной дивизии ВВС Северного флота | майор                                     | 04.02.1910 — 29.06.2003 | [ БС 9 ] [ ГС 24 ] [ НЛ 21 ]    |
| 25    | Па́влов Георгий Петрович                                                                                       | 24.03.1945            | артиллерия   | командир орудия истребительно-противотанковой батареи мотострелкового батальона 63-й механизированной бригады 7-го механизированного корпуса 3-го Украинского фронта                                                                 | гвардии сержант                           | 08.08.1924 — 25.11.1997 | [ БС 9 ] [ ГС 25 ] [ НЛ 22 ]    |
| 26    | Па́влов Григорий Родионович                                                                                    | 02.09.1943            | авиация      | заместитель командира эскадрильи 42-го гвардейского истребительного авиационного полка 9-й гвардейской истребительной авиационной дивизии 4-й воздушной армии Северо-Кавказского фронта                                              | гвардии старший лейтенант                 | 10.02.1920 — 05.11.1994 | [ БС 9 ] [ ГС 26 ] [ НЛ 23 ]    |
| 27    | Па́влов Дмитрий Григорьевич                                                                                    | 21.06.1937            | генерал      | командир 4-й отдельной механизированной бригады вооружённых сил Испанской Республики | комкор                                    | 04.11.1897 — 22.07.1941 | ——                              |
| 28    | Павлов, Дмитрий Иванович                                                                                      | 17.04.1943            | пехота       | помощник командира взвода разведки 201-го гвардейского стрелкового полка 67-й гвардейской стрелковой дивизии 65-й армии Донского фронта                                                                                              | гвардии старший сержант                   | 11.11.1907 — 19.06.1971 | [ БС 9 ] [ ГС 28 ] [ НЛ 24 ]    |
| 29    | Па́влов Ефим Митрофанович                                                                                      | 20.04.1945            | морской флот | стрелок 384-го отдельного батальона морской пехоты Одесской военно-морской базы Черноморского флота | краснофлотец                              | 17.01.1915 — 14.08.1985 | [ БС 9 ] [ ГС 29 ] [ НЛ 25 ]    |
| 30    | Па́влов Иван Дмитриевич                                                                                        | 18.08.1945            | авиация      | командир эскадрильи 165-го гвардейского штурмового авиационного полка 10-й гвардейской штурмовой авиационной дивизии 17-й воздушной армии З-го Украинского фронта                                                                    | гвардии капитан                           | 19.02.1920 — 25.02.1997 | [ БС 9 ] [ ГС 30 ] [ НЛ 26 ]    |
| 31    | Па́влов Иван Михайлович бел. Паўлаў Іван Міхайлавіч                                                            | 23.02.1945            | авиация      | командир звена 210-го штурмового авиационного полка 136-й штурмовой авиационной дивизии 9-го смешанного авиационного корпуса 17-й воздушной армии 3-го Украинского фронта                                                            | лейтенант                                 | 18.06.1918 — 30.05.1981 | [ БС 10 ] [ ГС 31 ] [ НЛ 27 ]   |
| 32    | Па́влов Иван Фомич                                                                                             | 04.02.1944 23.02.1945 | авиация      | командир звена 6-го гвардейского отдельного штурмового авиационного полка 3-й воздушной армии Калининского фронта командир эскадрильи 6-го гвардейского штурмового авиационного полка 3-й воздушной армии 1-го Прибалтийского фронта | гвардии старший лейтенант гвардии капитан | 25.06.1922 — 12.10.1950 | [ БС 11 ] [ ГС 32 ] [ НЛ 28 ]   |
| 33    | Па́влов Константин Матвеевич                                                                                   | 23.09.1944            | артиллерия   | командир орудия 233-го гвардейского артиллерийского полка 95-й гвардейской стрелковой дивизии 5-й гвардейской армии 1-го Украинского фронта                                                                                          | гвардии старший сержант                   | 15.07.1920 — 05.10.2000 | [ БС 11 ] [ ГС 33 ] [ НЛ 29 ]   |
| 34    | Па́влов Лавр Петрович                                                                                          | 01.11.1943            | авиация      | лётчик 76-го гвардейского штурмового авиационного полка 1-й гвардейской штурмовой авиационной дивизии 8-й воздушной армии 4-го Украинского фронта                                                                                    | гвардии младший лейтенант                 | 31.08.1922 — 04.04.1944 | [ БС 11 ] [ ГС 34 ] [ НЛ 30 ]   |
| 35    | Па́влов Михаил Никитович                                                                                       | 24.03.1945            | пехота       | командир 1203-го стрелкового полка 354-й стрелковой дивизии 65-й армии 1-го Белорусского фронта | подполковник                              | 05.12.1904 — 21.06.1976 | [ БС 11 ] [ ГС 35 ] [ НЛ 31 ]   |
| 36    | Па́влов Михаил Никитович                                                                                       | 13.04.1944            | авиация      | штурман эскадрильи 128-го бомбардировочного авиационного полка 241-й бомбардировочной авиационной дивизии 3-го бомбардировочного авиационного корпуса 16-й воздушной армии Центрального фронта                                       | старший лейтенант                         | 1919 — 06.10.1943       | [ БС 11 ] [ ГС 36 ] [ НЛ 32 ]   |
| 37    | Па́влов Никифор Михайлович                                                                                     | 24.03.1945            | связисты     | начальник радиостанции роты связи 37-го гвардейского стрелкового полка 12-й гвардейской стрелковой дивизии 1-й ударной армии 3-го Прибалтийского фронта                                                                              | гвардии старший сержант                   | 15.07.1913 — 07.02.1945 | [ БС 11 ] [ ГС 37 ] [ НЛ 33 ]   |
| 38    | Па́влов Никифор Савельевич                                                                                     | 26.10.1943            | связисты     | начальник центральной телефонной станции роты связи 225-го гвардейского стрелкового полка 78-й гвардейской стрелковой дивизии 7-й гвардейской армии Степного фронта                                                                  | гвардии младший сержант                   | 21.02.1921 — 03.07.1995 | [ БС 11 ] [ ГС 38 ] [ НЛ 34 ]   |
| 39    | Па́влов Николай Дмитриевич                                                                                     | 26.10.1944            | авиация      | флагманский воздушный стрелок-радист 4-й гвардейской бомбардировочной авиационной дивизии 1-го гвардейского бомбардировочного авиационного корпуса 3-й воздушной армии 1-го Прибалтийского фронта                                    | гвардии младший лейтенант                 | 11.10.1916 — 16.06.2008 | [ БС 12 ] [ ГС 39 ] [ НЛ 35 ]   |
| 40    | Па́влов Николай Никитович                                                                                      | 13.11.1943            | пехота       | командир пулемётного расчёта 931-го стрелкового полка 240-й стрелковой дивизии 38-й армии Воронежского фронта | старший сержант                           | 09.06.1921 — 01.10.1999 | [ БС 13 ] [ ГС 40 ] [ НЛ 36 ]   |
| 41    | Па́влов Николай Павлович                                                                                       | 15.01.1944            | пехота       | пулемётчик 218-го гвардейского стрелкового полка 77-й гвардейской стрелковой дивизии 61-й армии Центрального фронта | гвардии сержант                           | 17.10.1924 — 08.05.1968 | [ БС 13 ] [ ГС 41 ] [ НЛ 37 ]   |
| 42    | Па́влов Николай Спиридонович чув. Павлов Николай Спиридонович                                                  | 29.03.1944            | артиллерия   | командир орудия 1007-го лёгкого артиллерийского полка 46-й лёгкой артиллерийской бригады 12-й артиллерийской дивизии прорыва РГК в составе 65-й армии 1-го Белорусского фронта                                                       | сержант                                   | 25.08.1922 — 02.04.1978 | [ БС 13 ] [ ГС 42 ] [ НЛ 38 ]   |
| 43    | Па́влов Павел Иванович                                                                                         | 05.11.1944            | авиация      | командир 21-го истребительного авиационного полка 8-й минно-торпедной авиационной дивизии ВВС Балтийского флота | подполковник                              | 11.09.1908 — 02.02.1967 | [ БС 13 ] [ ГС 43 ] [ НЛ 39 ]   |
| 44    | Па́влов Павел Ильич                                                                                            | 22.07.1944            | авиация      | командир эскадрильи 21-го истребительного авиационного полка 8-й минно-торпедной авиационной дивизии ВВС Балтийского флота | капитан                                   | 16.11.1919 — 15.09.1963 | [ БС 13 ] [ ГС 44 ] [ НЛ 40 ]   |
| 45    | Па́влов Павел Прокопьевич                                                                                      | 13.09.1944            | пехота       | командир взвода разведки 681-го стрелкового полка 133-й стрелковой дивизии 40-й армии 2-го Украинского фронта | младший лейтенант                         | 15.12.1923 — 25.05.1963 | [ БС 13 ] [ ГС 45 ] [ НЛ 41 ]   |
| 46    | Па́влов Пётр Егорович                                                                                          | 19.04.1945            | пехота       | стрелок 1341-го стрелкового полка 319-й стрелковой дивизии 43-й армии 3-го Белорусского фронта | красноармеец                              | 14.07.1925 — 08.09.1958 | [ БС 13 ] [ ГС 46 ] [ НЛ 42 ]   |
| 47    | Па́влов Пётр Павлович                                                                                          | 21.07.1944            | артиллерия   | помощник наводчика орудия 300-го гвардейского стрелкового полка 99-й гвардейской стрелковой дивизии 7-й армии Карельского фронта | гвардии красноармеец                      | 25.06.1925 — 13.11.2016 | [ БС 14 ] [ ГС 47 ] [ НЛ 43 ]   |
| 48    | Па́влов Пётр Трофимович                                                                                        | 10.01.1944            | пехота       | командир мотострелковой роты 52-й гвардейской танковой бригады 6-го гвардейского танкового корпуса 3-й гвардейской танковой армии 1-го Украинского фронта                                                                            | гвардии лейтенант                         | 17.11.1917 — 16.10.1963 | [ БС 15 ] [ ГС 48 ] [ НЛ 44 ]   |
| 49    | Па́влов Сергей Михайлович                                                                                      | 08.02.1943            | танкист      | командир роты танков КВ-2 133-й танковой бригады 64-й армии Сталинградского фронта | капитан                                   | 29.09.1920 — 19.11.2004 | [ БС 15 ] [ ГС 49 ] [ НЛ 45 ]   |
| 50    | Па́влов Тимофей Иванович                                                                                       | 24.03.1945            | комиссар     | заместитель по политической части командира мотострелкового батальона 1-й гвардейской мотострелковой бригады 1-го гвардейского танкового корпуса 65-й армии 1-го Белорусского фронта                                                 | гвардии капитан                           | 11.12.1903 — 07.11.1996 | [ БС 15 ] [ ГС 50 ] [ НЛ 46 ]   |
| 51    | Па́влов Фёдор Павлович                                                                                         | 21.03.1940            | танкист      | командир танка БХМ 37-й отдельной роты боевого обеспечения 35-й легкотанковой бригады 7-й армии Северо-Западного фронта | сержант                                   | 18.06.1915 — 30.03.1942 | [ БС 15 ] [ ГС 51 ] [ НЛ 47 ]   |
| 52    | Па́влов Юрий Николаевич                                                                                        | 13.09.1944            | пехота       | командир роты 929-го стрелкового полка 254-й стрелковой дивизии 52-й армии 2-го Украинского фронта | гвардии лейтенант                         | 16.02.1922 — 06.06.2003 | [ БС 15 ] [ ГС 52 ] [ НЛ 48 ]   |
| 53    | Па́влов Яков Федотович                                                                                         | 27.06.1945            | пехота       | командир пулемётного отделения 42-го гвардейского стрелкового полка 13-й гвардейской стрелковой дивизии 62-й армии Донского фронта                                                                                                   | гвардии сержант                           | 17.10.1917 — 28.09.1981 | [ БС 15 ] [ ГС 53 ] [ НЛ 49 ]   |
| 54    | Павло́вич Иван Михайлович бел. Паўлавіч Іван Міхайлавіч                                                        | 06.04.1945            | пехота       | заместитель командира 399-й стрелковой дивизии 48-й армии 1-го Белорусского фронта | полковник                                 | 07.03.1896 — 19.07.1944 | [ БС 15 ] [ ГС 54 ] [ НЛ 50 ]   |
| 55    | Павло́вский Алексей Андреевич                                                                                  | 20.12.1943            | десантники   | командир батальона 19-го гвардейского воздушно-десантного полка 10-й гвардейской воздушно-десантной дивизии 37-й армии Степного фронта                                                                                               | гвардии капитан                           | 17.05.1914 — 08.10.1943 | [ БС 16 ] [ ГС 55 ] [ НЛ 51 ]   |
| 56    | Павло́вский Анатолий Михайлович                                                                                | 15.01.1944            | пехота       | командир 234-го гвардейского стрелкового полка 76-й гвардейской стрелковой дивизии 61-й армии Центрального фронта | гвардии подполковник                      | 26.06.1906 — 10.07.1983 | [ БС 16 ] [ ГС 56 ] [ НЛ 52 ]   |
| 57    | Павло́вский Иван Григорьевич укр. Павловський Іван Григорович                                                  | 21.02.1969            | генерал      | главнокомандующий Сухопутными войсками — заместитель министра обороны СССР, командующий объединённой группировкой войск государств Варшавского договора в ходе операции «Дунай»                                                      | генерал армии                             | 24.02.1909 — 27.04.1999 | ——                              |
| 58    | Павло́вский Илья Михайлович укр. Павловський Ілля Михайлович                                                   | 18.08.1945            | авиация      | заместитель командира и штурман эскадрильи 659-го истребительного авиационного полка 288-й истребительной авиационной дивизии 17-й воздушной армии 3-го Украинского фронта                                                           | капитан                                   | 19.04.1923 — 14.01.1982 | [ БС 16 ] [ ГС 58 ] [ НЛ 53 ]   |
| 59    | Павло́вский Рафаил Семёнович                                                                                   | 10.04.1945            | артиллерия   | командир батареи 134-го артиллерийского полка 172-й стрелковой дивизии 13-й армии 1-го Украинского фронта | старший лейтенант                         | 18.09.1924 — 25.12.1989 | [ БС 16 ] [ ГС 59 ] [ НЛ 54 ]   |
| 60    | Павло́вский Фёдор Илларионович укр. Павловський Федір Іларіонович                                              | 06.08.1941            | партизан     | активный участник партизанской борьбы в Белоруссии, командир партизанского отряда «Красный Октябрь» | —                                         | 27.11.1908 — 06.04.1989 | [ БС 16 ] [ ГС 60 ] [ НЛ 55 ]   |
| 61    | Павло́вский Фёдор Кириллович укр. Павловський Федір Кирилович                                                  | 15.01.1944            | комиссар     | комсорг батальона 1181-го стрелкового полка 356-й стрелковой дивизии 61-й армии Центрального фронта | лейтенант                                 | 02.03.1921 — 06.10.1943 | [ БС 16 ] [ ГС 61 ] [ НЛ 56 ]   |
| 62    | Павло́цкий Михаил Аркадьевич                                                                                   | 16.10.1943            | пехота       | помощник по разведке начальника штаба 360-го стрелкового полка 74-й стрелковой дивизии 13-й армии Центрального фронта | капитан                                   | 05.02.1922 — 03.06.1999 | [ БС 17 ] [ ГС 62 ] [ НЛ 57 ]   |
| 63    | Павлу́шкин Николай Сазонович                                                                                   | 01.07.1944            | авиация      | командир эскадрильи 402-го истребительного авиационного полка 265-й истребительной авиационной дивизии 3-го истребительного авиационного корпуса 8-й воздушной армии 4-го Украинского фронта                                         | старший лейтенант                         | 08.09.1917 — 19.06.1958 | [ БС 18 ] [ ГС 63 ] [ НЛ 58 ]   |
| 64    | Павлу́шко Аркадий Тимофеевич                                                                                   | 06.04.1945            | танкист      | командир 66-й гвардейской танковой бригады 12-го гвардейского танкового корпуса 2-й гвардейской танковой армии 1-го Белорусского фронта                                                                                              | гвардии полковник                         | 01.06.1900 — 08.05.1966 | [ БС 18 ] [ ГС 64 ] [ НЛ 59 ]   |
| 65    | Павлю́к Валентин Евстафьевич                                                                                   | 23.09.1944            | пехота       | командир 889-го стрелкового полка 197-й стрелковой дивизии 3-й гвардейской армии 1-го Украинского фронта | майор                                     | 25.07.1919 — 04.06.1996 | [ БС 18 ] [ ГС 65 ] [ НЛ 60 ]   |
| 66    | Павлюко́в Константин Григорьевич                                                                               | 28.09.1987            | авиация      | лётчик 378-го отдельного штурмового авиационного полка ВВС 40-й армии ограниченного контингента советских войск в Афганистане | старший лейтенант                         | 02.08.1963 — 21.01.1987 | ——                              |
| 67    | Павлюче́нко Иван Васильевич                                                                                    | 26.10.1944            | авиация      | командир эскадрильи 525-го штурмового авиационного полка 227-й штурмовой авиационной дивизии 2-й воздушной армии 1-го Украинского фронта                                                                                             | майор                                     | 18.08.1915 — 22.03.1944 | [ БС 18 ] [ ГС 67 ] [ НЛ 61 ]   |
| 68    | Павлюче́нков Игнат Павлович                                                                                    | 19.03.1944            | пехота       | командир 1168-го стрелкового полка 346-й стрелковой дивизии 51-й армии 4-го Украинского фронта | подполковник                              | 09.01.1909 — 21.10.1943 | [ БС 20 ] [ ГС 68 ] [ НЛ 62 ]   |
| 69    | Падалко́ Борис Михайлович                                                                                      | 18.08.1945            | авиация      | командир эскадрильи 683-го штурмового авиационного полка 335-й штурмовой авиационной дивизии 3-й воздушной армии 1-го Прибалтийского фронта                                                                                          | капитан                                   | 16.03.1921 — 08.04.1986 | [ БС 21 ] [ ГС 69 ] [ НЛ 63 ]   |
| 70    | Паде́рин Яков Николаевич                                                                                       | 05.05.1942            | пехота       | стрелок 1186-го стрелкового полка 355-й стрелковой дивизии 39-й армии Калининского фронта | красноармеец                              | 09.12.1901 — 27.12.1941 | [ БС 21 ] [ ГС 70 ] [ НЛ 64 ]   |
| 71    | Падо́рин Юрий Иванович                                                                                         | 25.05.1976            | адмирал      | первый заместитель начальника политического управления Северного флота | контр-адмирал                             | 17.08.1926 — 02.05.1980 | ——                              |
| 72    | Падуко́в Леонид Степанович                                                                                     | 24.03.1945            | танкист      | командир танкового батальона 202-й танковой бригады 19-го танкового корпуса 51-й армии 1-го Прибалтийского фронта | капитан                                   | 19.01.1920 — 05.06.2012 | [ БС 21 ] [ ГС 72 ] [ НЛ 65 ]   |
| 73    | Пайгу́сов Евсигний Григорьевич чув. Пайгусов Евсигний Григорьевич                                              | 06.04.1945            | пехота       | помощник начальника оперативного отделения штаба 79-й гвардейской стрелковой дивизии 8-й гвардейской армии 1-го Белорусского фронта                                                                                                  | гвардии капитан                           | 01.08.1913 — 29.03.1977 | [ БС 21 ] [ ГС 73 ] [ НЛ 66 ]   |
| 74    | Пайко́в Александр Николаевич                                                                                   | 24.03.1945            | пехота       | командир взвода 364-го стрелкового полка 139-й стрелковой дивизии 50-й армии 2-го Белорусского фронта | младший лейтенант                         | 10.07.1924 — 14.10.1995 | [ БС 21 ] [ ГС 74 ] [ НЛ 67 ]   |
| 75    | Пала́вин Сергей Асафьевич                                                                                      | 24.03.1945            | пехота       | командир пулемётного взвода 438-го стрелкового полка 129-й стрелковой дивизии 3-й армии 1-го Белорусского фронта | лейтенант                                 | 02.10.1924 — 13.10.1988 | [ БС 21 ] [ ГС 75 ] [ НЛ 68 ]   |
| 76    | Пала́гин Владимир Степанович                                                                                   | 15.05.1946            | авиация      | командир эскадрильи 188-го гвардейского штурмового авиационного полка 12-й гвардейской штурмовой авиационной дивизии 3-го гвардейского штурмового авиационного корпуса 5-й воздушной армии 2-го Украинского фронта                   | гвардии капитан                           | 20.09.1914 — 19.04.1995 | [ БС 22 ] [ ГС 76 ] [ НЛ 69 ]   |
| 77    | Паламарчу́к Георгий Михайлович укр. Паламарчук Георгій Михайлович                                              | 22.02.1944            | морской флот | командир торпедного катера ТКА-12 1-го отдельного дивизиона торпедных катеров Охраны водного района Главной базы Северного флота | старший лейтенант                         | 15.01.1919 — 10.10.2007 | [ БС 23 ] [ ГС 77 ] [ НЛ 70 ]   |
| 78    | Пала́нский Александр Степанович укр. Паланський Олександр Степанович                                           | 15.01.1944            | танкист      | командир танкового взвода 142-го танкового батальона 95-й танковой бригады 9-го танкового корпуса Белорусского фронта | лейтенант                                 | 28.08.1919 — 08.03.1945 | [ БС 23 ] [ ГС 78 ] [ НЛ 71 ]   |
| 79    | Пали́ев Антон Иванович                                                                                         | 29.10.1943            | пехота       | пулемётчик 21-го стрелкового полка 180-й стрелковой дивизии 38-й армии Воронежского фронта | младший сержант                           | 21.01.1921 — 07.11.1980 | [ БС 23 ] [ ГС 79 ] [ НЛ 72 ]   |
| 80    | Пали́й Фёдор Прокофьевич укр. Палій Федір Прокопович                                                           | 19.04.1945            | авиация      | командир 135-го гвардейского бомбардировочного авиационного полка 6-й гвардейской бомбардировочной авиационной дивизии 1-й воздушной армии 3-го Белорусского фронта                                                                  | гвардии майор                             | 05.06.1916 — 15.09.1996 | [ БС 23 ] [ ГС 80 ] [ НЛ 73 ]   |
| 81    | Пали́лов Иван Константинович                                                                                   | 27.02.1945            | пехота       | командир роты 270-го гвардейского стрелкового полка 89-й гвардейской стрелковой дивизии 5-й ударной армии 1-го Белорусского фронта                                                                                                   | гвардии капитан                           | 15.08.1919 — 29.03.1994 | [ БС 23 ] [ ГС 81 ] [ НЛ 74 ]   |
| 82    | Па́льчиков Сергей Прокофьевич                                                                                  | 21.02.1944            | артиллерия   | командир орудия 1428-го лёгкого артиллерийского полка 65-й лёгкой артиллерийской бригады 18-й артиллерийской дивизии 3-го артиллерийского корпуса прорыва РГК в составе 42-й армии Ленинградского фронта                             | старший сержант                           | 29.08.1909 — 19.01.1944 | [ БС 23 ] [ ГС 82 ] [ НЛ 75 ]   |
| 83    | Пана́рин Антон Иванович                                                                                        | 10.04.1945            | кавалерия    | командир сабельного эскадрона 1-го гвардейского кавалерийского полка 1-й гвардейской кавалерийской дивизии 1-го гвардейского кавалерийского корпуса 1-го Украинского фронта                                                          | гвардии старший лейтенант                 | 08.07.1910 — 14.02.1984 | [ БС 23 ] [ ГС 83 ] [ НЛ 76 ]   |
| 84    | Пана́рин Михаил Петрович                                                                                       | 22.02.1944            | пехота       | помощник командира взвода разведки 106-й гвардейской отдельной разведывательной роты 110-й гвардейской стрелковой дивизии 37-й армии Степного фронта                                                                                 | гвардии старшина                          | 21.11.1918 — 1943       | [ БС 24 ] [ ГС 84 ] [ НЛ 77 ]   |
| 85    | Панасю́к Владимир Харитонович укр. Панасюк Володимир Харитонович                                               | 06.04.1945            | пехота       | командир батальона 280-го стрелкового полка 185-й стрелковой дивизии 47-й армии 1-го Белорусского фронта | майор                                     | 15.07.1913 — 26.02.1945 | [ БС 25 ] [ ГС 85 ] [ НЛ 78 ]   |
| 86    | Панга́нис Игорь Владимирович                                                                                   | 28.04.1945            | артиллерия   | командир орудия 73-го гвардейского стрелкового полка 25-й гвардейской стрелковой дивизии 6-й армии Воронежского фронта | гвардии сержант                           | 14.04.1922 — 15.08.1942 | [ БС 25 ] [ ГС 86 ] [ НЛ 79 ]   |
| 87    | Пане́жда Пётр Алексеевич укр. Панежда Петро Олексійович                                                        | 26.10.1943            | пехота       | помощник командира взвода 75-й гвардейской отдельной разведывательной роты 72-й гвардейской стрелковой дивизии 7-й гвардейской армии Степного фронта                                                                                 | гвардии сержант                           | 28.06.1916 — 10.03.1979 | [ БС 25 ] [ ГС 87 ] [ НЛ 80 ]   |
| 88    | Панже́нский Алексей Афанасьевич                                                                                | 17.10.1943            | пехота       | командир отделения 212-го гвардейского стрелкового полка 75-й гвардейской стрелковой дивизии 60-й армии Воронежского фронта | гвардии сержант                           | 13.10.1925 — 10.09.1981 | [ БС 25 ] [ ГС 88 ] [ НЛ 81 ]   |
| 89    | Паникаха Михаил Аверьянович укр. Панікаха Михайло Овер'янович                                                 | 05.05.1990            | пехота       | заместитель командира отделения 883-го стрелкового полка 193-й стрелковой дивизии 62-й армии Сталинградского фронта | красноармеец                              | 1914 — 02.10.1942       | [ БС 26 ] [ ГС 89 ] [ НЛ 82 ]   |
| 90    | Па́нин Борис Владимирович                                                                                      | 02.09.1943            | авиация      | командир звена 82-го гвардейского бомбардировочного авиационного полка 1-й гвардейской бомбардировочной авиационной дивизии 1-го бомбардировочного корпуса 2-й воздушной армии Воронежского фронта                                   | гвардии младший лейтенант                 | 30.12.1920 — 04.08.1943 | [ БС 25 ] [ ГС 90 ] [ НЛ 83 ]   |
| 91    | Па́нин Иван Иванович                                                                                           | 01.07.1944            | авиация      | штурман 210-го штурмового авиационного полка 230-й штурмовой авиационной дивизии 4-й воздушной армии | майор                                     | 27.10.1907 — 11.04.1944 | [ БС 25 ] [ ГС 91 ] [ НЛ 84 ]   |
| 92    | Па́нин Павел Алексеевич                                                                                        | 22.01.1944            | авиация      | командир 255-го истребительного авиационного полка 5-й минно-торпедной авиационной дивизии ВВС Северного флота | майор                                     | 23.03.1909 — 26.08.1943 | [ БС 25 ] [ ГС 92 ] [ НЛ 85 ]   |
| 93    | Панихи́дников Андрей Алексеевич                                                                                | 24.03.1945            | кавалерия    | командир сабельного взвода 12-го гвардейского кавалерийского полка 3-й гвардейской кавалерийской дивизии 2-го гвардейского кавалерийского корпуса 1-го Белорусского фронта                                                           | гвардии старший лейтенант                 | 23.10.1923 — 02.02.1994 | [ БС 27 ] [ ГС 93 ] [ НЛ 86 ]   |
| 94    | Па́ничкин Михаил Степанович                                                                                    | 15.05.1946            | авиация      | помощник штурмана 19-го гвардейского бомбардировочного авиационного полка 2-й гвардейской бомбардировочной авиационной дивизии 2-го гвардейского бомбардировочного авиационного корпуса 18-й воздушной армии                         | гвардии капитан                           | 04.11.1918 — 13.02.2012 | [ БС 28 ] [ ГС 94 ] [ НЛ 87 ]   |
| 95    | Па́ничкин Николай Степанович                                                                                   | 15.05.1946            | авиация      | заместитель по радионавигации штурмана 329-го бомбардировочного авиационного полка 18-й гвардейской бомбардировочной авиационной дивизии 2-го гвардейского бомбардировочного авиационного корпуса 18-й воздушной армии               | гвардии капитан                           | 22.12.1914 — 09.02.1999 | [ БС 28 ] [ ГС 95 ] [ НЛ 88 ]   |
| 96    | Панко́в Алексей Иванович                                                                                       | 24.12.1943            | артиллерия   | командующий артиллерией 232-й стрелковой дивизии 38-й армии Воронежского фронта | подполковник                              | 17.05.1902 — 19.06.1993 | [ БС 28 ] [ ГС 96 ] [ НЛ 89 ]   |
| 97    | Панко́в Борис Никифорович                                                                                      | 06.04.1945            | генерал      | командир 88-й гвардейской стрелковой дивизии 8-й гвардейской армии 1-го Белорусского фронта | гвардии генерал-майор                     | 06.08.1896 — 13.05.1974 | [ БС 28 ] [ ГС 97 ] [ НЛ 90 ]   |
| 98    | Панко́в Илья Михайлович                                                                                        | 18.08.1945            | авиация      | командир эскадрильи 783-го штурмового авиационного полка 199-й штурмовой авиационной дивизии 4-го штурмового авиационного корпуса 4-й воздушной армии 2-го Белорусского фронта                                                       | старший лейтенант                         | 02.08.1922 — 30.06.2011 | [ БС 29 ] [ ГС 98 ] [ НЛ 91 ]   |
| 99    | Панко́в Михаил Андреевич                                                                                       | 06.04.1945            | инженер      | старший помощник начальника штаба инженерных войск 8-й гвардейской армии 1-го Белорусского фронта | гвардии подполковник                      | 27.09.1903 — 15.04.1989 | [ БС 30 ] [ ГС 99 ] [ НЛ 92 ]   |
| 100   | Панкра́тов Александр Константинович                                                                            | 16.03.1942            | комиссар     | политрук роты 125-го танкового полка 28-й танковой дивизии Северо-Западного фронта | младший политрук                          | 10.03.1917 — 24.08.1941 | [ БС 30 ] [ ГС 100 ] [ НЛ 93 ]  |
| 101   | Панкра́тов Василий Никитович                                                                                   | 29.06.1945            | комиссар     | заместитель по политической части командира батальона 17-го гвардейского стрелкового полка 5-й гвардейской стрелковой дивизии 11-й гвардейской армии 3-го Белорусского фронта                                                        | гвардии старший лейтенант                 | 20.04.1913 — 28.09.1983 | [ БС 30 ] [ ГС 101 ] [ НЛ 94 ]  |
| 102   | Панкра́тов Георгий Фёдорович                                                                                   | 24.03.1945            | пехота       | помощник командира стрелкового взвода 1077-го стрелкового полка 316-й стрелковой дивизии 46-й армии 2-го Украинского фронта | старший сержант                           | 1923 — 05.12.1944       | [ БС 30 ] [ ГС 102 ] [ НЛ 95 ]  |
| 103   | Панкра́тов Сергей Степанович                                                                                   | 02.08.1944            | авиация      | штурман 66-го истребительного авиационного полка 329-й истребительной авиационной дивизии 4-й воздушной армии 4-го Украинского фронта                                                                                                | майор                                     | 08.09.1910 — 22.01.1998 | [ БС 30 ] [ ГС 103 ] [ НЛ 96 ]  |
| 104   | Пано́в Александр Семёнович                                                                                     | 31.05.1945            | кавалерия    | сабельник 60-го гвардейского кавалерийского полка 16-й гвардейской кавалерийской дивизии 7-го гвардейского кавалерийского корпуса 1-го Белорусского фронта                                                                           | гвардии красноармеец                      | 15.10.1922 — 05.05.1992 | [ БС 30 ] [ ГС 104 ] [ НЛ 97 ]  |
| 105   | Пано́в Алексей Борисович                                                                                       | 23.02.1945            | авиация      | командир 67-го гвардейского истребительного авиационного полка 273-й истребительной авиационной дивизии 6-го истребительного авиационного корпуса 16-й воздушной армии 1-го Белорусского фронта                                      | гвардии подполковник                      | 15.10.1914 — 12.09.1944 | [ БС 30 ] [ ГС 105 ] [ НЛ 98 ]  |
| 106   | Пано́в Анатолий Дмитриевич                                                                                     | 23.02.1945            | авиация      | заместитель командира эскадрильи 766-го штурмового авиационного полка 211-й штурмовой авиационной дивизии 3-й воздушной армии 1-го Прибалтийского фронта                                                                             | лейтенант                                 | 11.01.1922 — 03.04.1998 | [ БС 30 ] [ ГС 106 ] [ НЛ 99 ]  |
| 107   | Пано́в Василий Ефимович                                                                                        | 27.06.1945            | танкист      | командир танкового взвода 91-й танковой бригады 9-го механизированного корпуса 3-й гвардейской танковой армии 1-го Украинского фронта                                                                                                | лейтенант                                 | 13.10.1923 — 09.06.1990 | [ БС 31 ] [ ГС 107 ] [ НЛ 100 ] |
| 108   | Пано́в Дмитрий Петрович                                                                                        | 22.07.1944            | комиссар     | комсорг батальона 992-го стрелкового полка 306-й стрелковой дивизии 43-й армии 1-го Прибалтийского фронта | старшина                                  | 08.11.1923 — 07.02.1976 | [ БС 31 ] [ ГС 108 ] [ НЛ 101 ] |
| 109   | Пано́в Михаил Фёдорович                                                                                        | 29.05.1945            | генерал      | командир 1-го гвардейского танкового корпуса 49-й армии 2-го Белорусского фронта | гвардии генерал-лейтенант танковых войск  | 21.11.1901 — 08.05.1979 | [ БС 31 ] [ ГС 109 ] [ НЛ 102 ] |
| 110   | Пано́в Николай Афанасьевич                                                                                     | 31.12.1942            | авиация      | командир звена 5-го гвардейского авиационного полка 50-й авиационной дивизии Авиации дальнего действия | гвардии капитан                           | 06.02.1917 — 11.03.1943 | [ БС 31 ] [ ГС 110 ] [ НЛ 103 ] |
| 111   | Пано́в Павел Григорьевич                                                                                       | 18.08.1945            | авиация      | заместитель командира эскадрильи 103-го штурмового авиационного полка 230-й штурмовой авиационной дивизии 4-й воздушной армии 2-го Белорусского фронта                                                                               | лейтенант                                 | 25.09.1919 — 21.04.1945 | [ БС 31 ] [ ГС 111 ] [ НЛ 104 ] |
| 112   | Пано́в Пётр Яковлевич                                                                                          | 07.08.1943            | артиллерия   | командир орудия 729-го отдельного истребительно-противотанкового артиллерийского дивизиона 16-го танкового корпуса 2-й танковой армии Центрального фронта                                                                            | сержант                                   | 06.09.1912 — 16.04.2002 | [ БС 31 ] [ ГС 112 ] [ НЛ 105 ] |
| 113   | Пано́в Степан Иванович                                                                                         | 31.05.1945            | пехота       | командир взвода 1373-го стрелкового полка 416-й стрелковой дивизии 5-й ударной армии 1-го Белорусского фронта | старший сержант                           | 20.09.1913 — 01.02.1982 | [ БС 32 ] [ ГС 113 ] [ НЛ 106 ] |
| 114   | Пантеле́ев Гавриил Фролович                                                                                    | 26.10.1943            | пехота       | старший адъютант батальона 224-го гвардейского стрелкового полка 72-й гвардейской стрелковой дивизии 1-й гвардейской армии Степного фронта                                                                                           | гвардии старший лейтенант                 | 26.06.1923 — 30.09.1979 | [ БС 33 ] [ ГС 114 ] [ НЛ 107 ] |
| 115   | Пантеле́ев Лев Николаевич                                                                                      | 14.09.1945            | морской флот | начальник штаба 1-й бригады торпедных катеров Тихоокеанского флота | капитан 3-го ранга                        | 19.08.1920 — 14.04.1980 | [ БС 33 ] [ ГС 115 ] [ НЛ 108 ] |

| Навигационная таблица | Навигационная таблица                 |
| --------------------- | ------------------------------------- |
| «П»                   | Павкин Иван — Пантелеев Лев           |
| «П»                   | Пантелькин Анатолий — Перелёт Алексей |
| «П»                   | Перепелица Александр — Петрушин Иван  |
| «П»                   | Петрюк Василий — Плетенской Павел     |
| «П»                   | Плетнёв Пётр — Половинкин Александр   |
| «П»                   | Половинкин Валентин — Попов Николай   |
| «П»                   | Попов Павел — Просолов Иван           |
| «П»                   | Просяник Емельян — Пятяри Иван        |